# Galleria nazionale di Cosenza
La Galleria Nazionale di Cosenza è ubicata nell'antico Palazzo Arnone, a 262 metri di altitudine, sul colle Triglio, in via G. V. Gravina nel centro storico di Cosenza. Dal dicembre 2014 il Ministero per i beni e le attività culturali la gestisce tramite il Polo museale della Calabria, nel dicembre 2019 divenuto Direzione regionale Musei.

## Storia

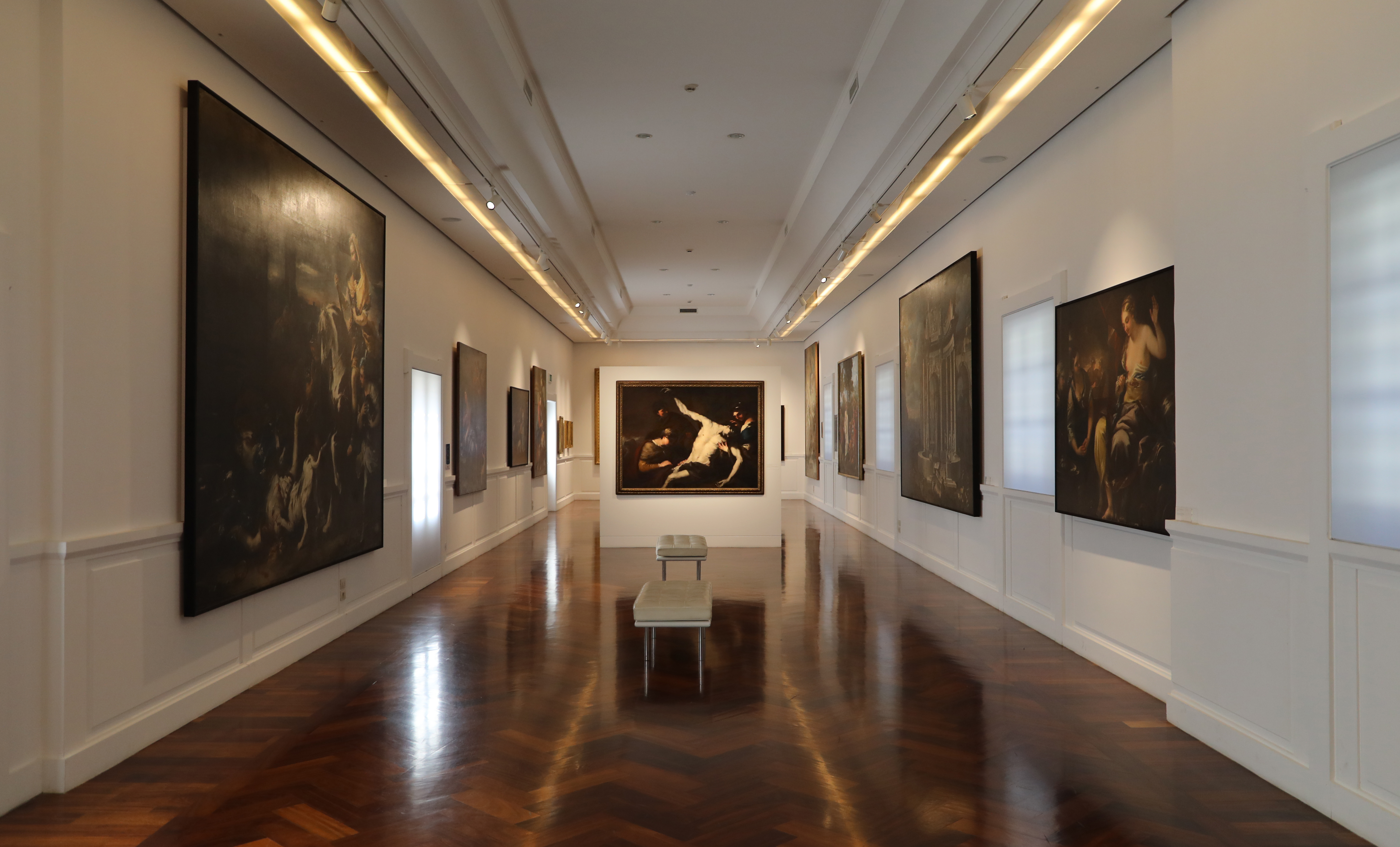
Una sala

Il palazzo, iniziato a costruire agli inizi del XVI secolo da Bartolo Arnone, fu venduto allo Stato prima del suo completamento.
Nella sua lunga storia ospitò i presidi di Calabria Citeriore e il Grande Archivio di Giustizia, fu prima sede del Tribunale e della Regia Udienza e col tempo assunse la funzione di carcere. Nel 1734 in seguito ad un tumulto popolare e nel 1747 a causa di una rivolta delle donne che vi erano detenute, subì due incendi abbastanza gravi che lo resero inagibile per un determinato periodo di tempo. In seguito alla sua ristrutturazione, per volontà dell'allora Governatore delle Calabrie, nel 1758 venne arricchito dalla costruzione agli angoli di quattro bastioni (un primo era stato eretto dal preside Filomarino nel 1747). Subì gravi danni durante il catastrofico terremoto del 1854 che fece crollare l'ultimo piano ed in seguito assunse la duplice funzione di tribunale ubicato nel piano superiore e di carcere mandamentale ubicato nel piano inferiore. Dopo il trasferimento del carcere, ed un periodo di abbandono, iniziarono i lavori per l'adattamento della struttura a sede museale. Nella piazza antistante venne piantato uno degli alberi della libertà e nel vasto androne con volta a botte è affrescato lo stemma del Reame di Spagna datato 1775.

## Esposizione

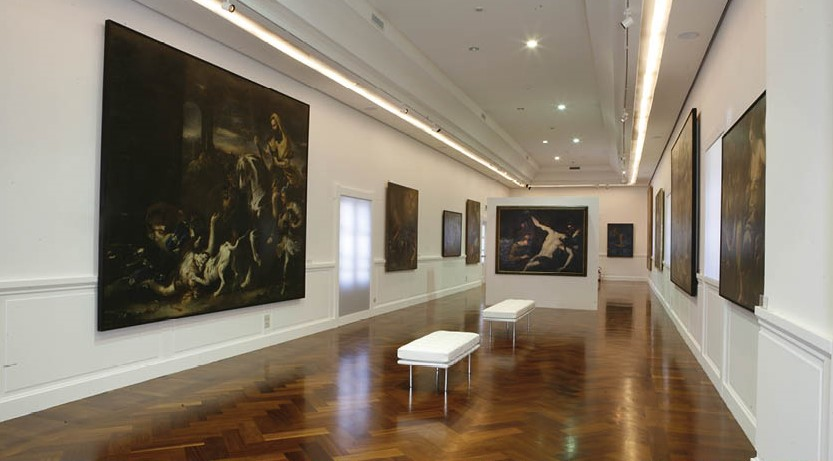
Sala espositiva della Galleria nazionale di Cosenza

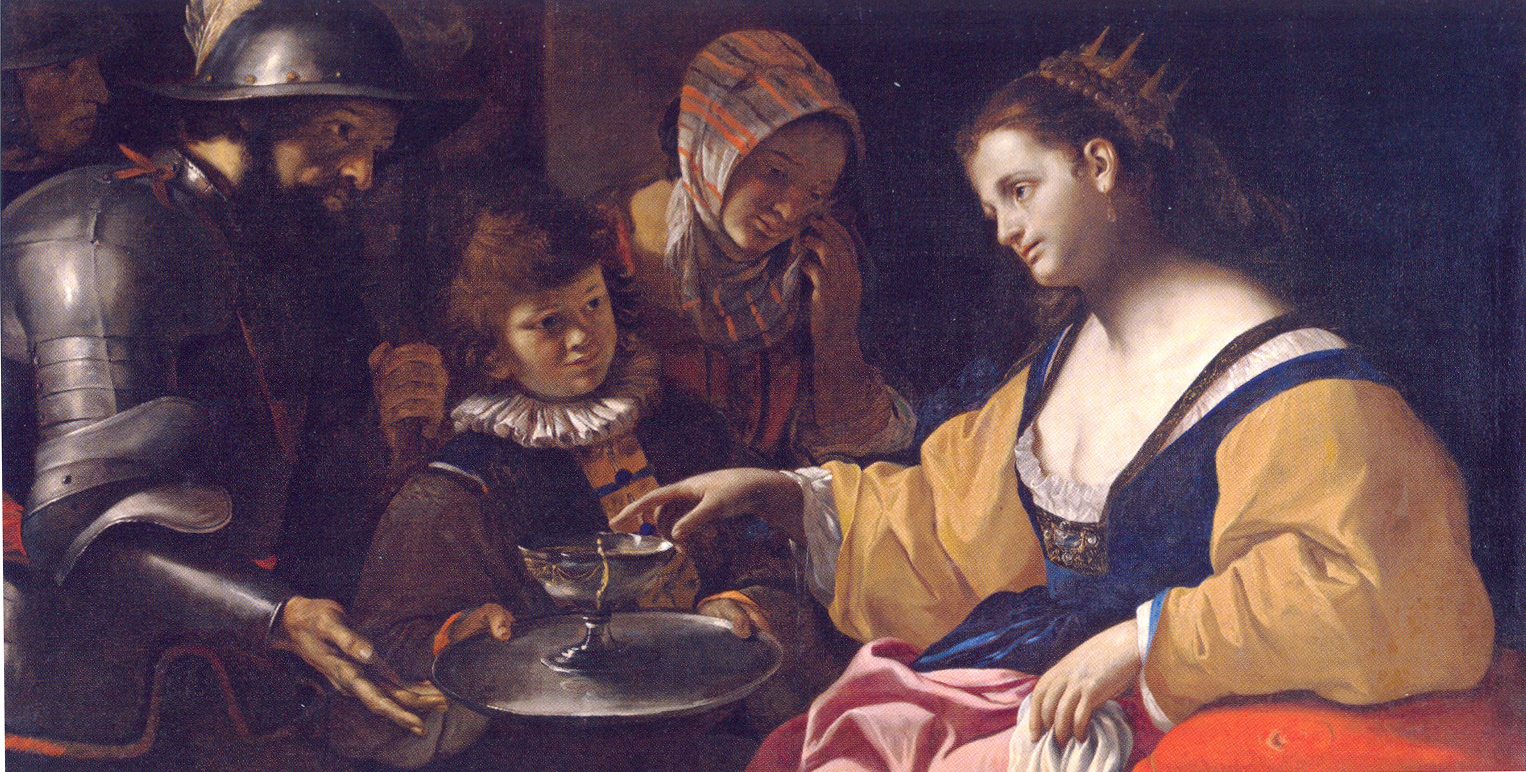
Mattia Preti, Sofonisba prende la coppa del veleno

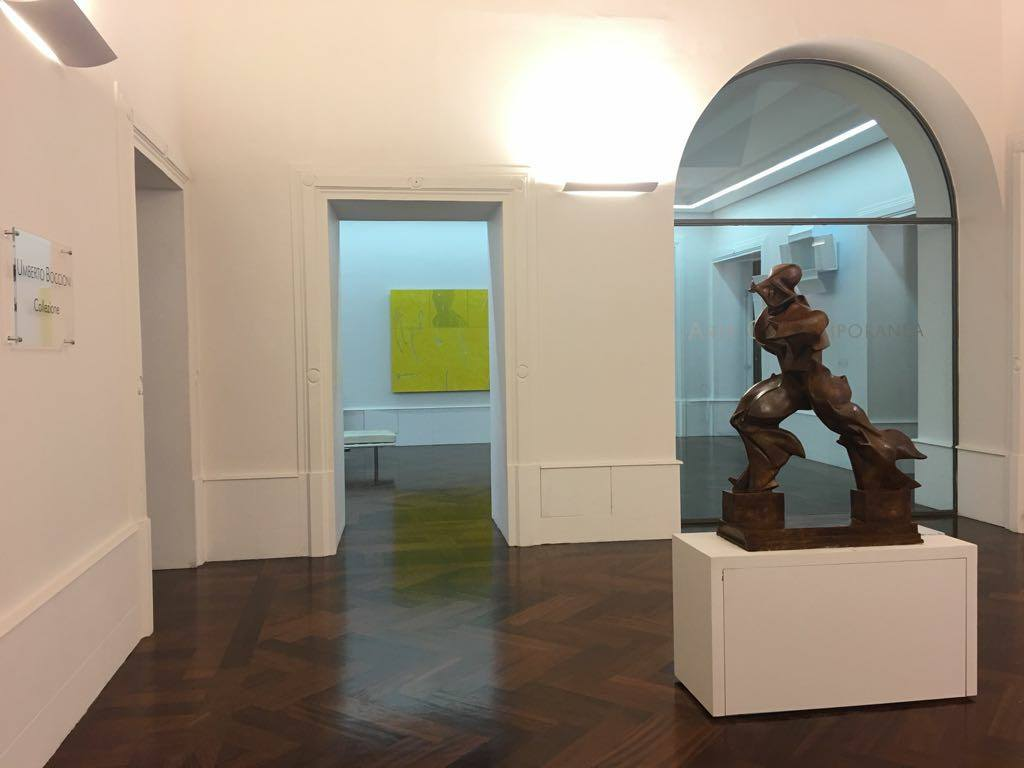
Una copia dell'opera Forme uniche della continuità nello spazio nella Galleria nazionale di Cosenza

Nel museo trova collocazione permanente una pinacoteca costituita dalla collezione dei dipinti ed opere che, a partire dagli anni ottanta del Novecento, sono stati acquisiti al patrimonio dello Stato e documenta momenti significativi dell'arte italiana, in particolare meridionale, dal Cinquecento al Novecento. Espone opere del Settecento di pittori nati in Calabria da Pietro Negroni a Mattia Preti, nonché Luca Giordano e altri, ed in considerazione della storica dipendenza della Calabria da Napoli, di artisti napoletani che hanno influenzato gli esiti della pittura locale.
La Galleria Nazionale, aperta al pubblico con un allestimento in linea con gli standard europei, ha ricevuto il riconoscimento istituzionale ufficiale con Decreto Regionale istitutivo del 30 maggio 2009. Annovera pregevoli opere di Marco Pino, Jusepe de Ribera, Massimo Stanzione, Andrea Vaccaro, Pacecco De Rosa, Dirck van Baburen, Carlo Maratta, Mattia Preti (le Fatiche di Ercole con le tele di Ercole che libera Prometeo ed Ercole che libera Teseo, il Martirio di San Sebastiano, San Girolamo, Giacobbe, Labano il suo gregge e Rachele, Corred con Rebecca che nasconde gli idoli e la Sofonisba, opera proveniente dalla Collezione Ruffo del Seicento), Francesco Cozza, Pietro Novelli, Giuseppe Recco, Carlo Maratta, il Baciccio, Paolo De Matteis, Francesco De Mura, due bozzetti di Sebastiano Conca, un dipinto di Stefano Liguoro, una Sacra Famiglia del cosentino Pietro Negroni; due bozzetti di Corrado Giaquinto che raffigurano L'Olimpo e Apoteosi della Spagna e la Gloria di San Giovanni di Dio, splendide tele di Luca Giordano (Morte di Lucrezia, Morte di Cleopatra, Veduta di Napoli con rovine classiche e figura, Jezabel dilaniata dai cani). 
Altre opere sono state acquisite al patrimonio dello Stato e destinate alla Galleria Nazionale di Cosenza nel 1996 e provengono dalla galleria privata di Lydia Winston Malbin, importante collezionista americana. Il nucleo più rappresentativo è costituito da studi anatomici e di figure, di paesaggi ed architetture. Tra i pezzi più interessanti Gisella, puntasecca del 1907; l'acquaforte La madre con l'uncinetto; gli studi per Contadini al lavoro e Campagna lombarda; i disegni preparatori per il dipinto La risata nonché il pastello su cartoncino raffigurante Gisella. Oltre alle opere grafiche è presente anche una copia di Forme uniche della continuità nello spazio, donata al museo con atto del Direttore del Polo Museale Angela Acordon e del direttore del Museo Domenico Belcastro. L'esemplare donato è l'unico dichiarato d'interesse particolarmente importante con un decreto, il nº 77/2013 del Ministero dei Beni Culturali ed è pubblicato sul catalogo generale a cura di Calvesi-Dambruso (pag. 452) Allemandi Torino 2016.
A partire dal 29 maggio 2010 si è arricchita di 38 opere in comodato d'uso della Collezione Carime, per le quali è stata allestita una nuova ala del complesso espositivo. Sono presenti varie mostre temporanee di alto profilo, tra le quali quella dedicata ad Umberto Boccioni terminata il 31 dicembre 2009. La raccolta è strutturata in sessantacinque disegni e incisioni con opere che 
mostrano l’interesse di Boccioni per la grafica appresa come disegnatore a Roma. I disegni siglati o firmati sono compresi in un arco temporale che va dal 1906 al 1915, documentano l’arte di Boccioni dagli anni della formazione fino alla consolidata affermazione futurista e
nel 1961, in occasione della mostra The Graphic Work of Umberto Boccioni, sono stati esposti nel Museum of Modern Art di New York. L’allestimento e il percorso espositivo sono stati impostati secondo logiche e criteri di comunicatività ed idonei standard museali condivisi a livello europeo; la fruibilità delle opere ai visitatori risponde ad un criterio analitico di tipo cronologico e tematico.

## Mostre
La Galleria ha ospitato negli anni molteplici mostre temporanee. Tra le più importanti si citano: "Umberto Boccioni. Disegni e Incisioni della Galleria Nazionale" curata da Nella Mari nel 2003, "Argenti in Calabria" curata da Salvatore Abita nel 2007, "Carlo Levi: opere scelte" curata da Michele Saponaro e Pia Vivarelli nel 2007, "Open Space 2. Incursioni figurative" curata da Fabio De Chirico e Carmelo Cipriani nel 2012, "Giovanni Gasparro versus Mattia Preti" curata da Fabio De Chirico nel 2015, "Rembrandt. I cicli grafici, le sue più belle incisioni" curata da Alessandro Mario Toscano e Marco Toscano nel 2019, "Il Bambin Gesù delle mani del Pinturicchio" nel 2019-20, "Japan. Maestri d'Oriente: Hokusai, Hiroshige, Kuniyoshi, Kunisada..." curata da Alessandro Mario Toscano e Marco Toscano nel 2022, "Manet. Noir et blanc" curata da Alessandro Mario Toscano e Marco Toscano nel 2023.